# Charly García
Carlos Alberto García Moreno (Buenos Aires, 23 de outubro de 1951), mais conhecido como Charly García, é um músico, cantautor, multi-instrumentista, compositor e produtor musical argentino, considerado a figura mais importante e vanguardista da música popular argentina e latino-americana. Nomeado "o pai do rock argentino", García é aclamado por sua obra, tanto em seus múltiplos agrupamentos e como solista, pela complexidade compositiva de sua música, abordando múltiplos gêneros, desde o folk rock, rock progressivo, rock sinfónico, jazz, new wave, pop rock, funk rock e synth-pop, por seu lírico transgressivo e crítica para a sociedade moderna argentina, em especial durante a era da ditadura militar, e por sua personalidade rebelde e extravagante, que tem acarretado atenção notória nos meios ao longo dos anos.
Sendo um adolescente, García fundou a banda de rock Sui Generis junto a seu colega de turma Nito Mestre a fins dos anos 1960. Juntos, publicaram três álbuns de estúdio, cujas canções se converteram em hinos para gerações de argentinos, e se separaram em 1975 com um concerto no Luna Park. García passou a fazer parte do supergrupo PorSuiGieco e fundou outro supergrupo, La Máquina de Hacer Pájaros, com quem publicou álbuns para instaurar o rock progressivo na cena musical latino-americana. Depois de separar-se de ambos projetos, García embarcou ao Brasil, voltando a Argentina pouco depois para fundar o supergrupo Serú Girán no fim dos 1970, convertido numa das bandas mais importantes da história da música argentina por sua qualidade musical e letras, tanto de modo que têm sido proclamados como "Os Beatles Argentinos", suas canções também tinham um impacto público já que estas incluíam desafiantes canções para a ditadura militar que dominava ao país nessa época. O grupo dissolveu-se em 1982, depois da publicação de quatro álbuns de estudo e um último concerto no estádio Obras Sanitarias.
Depois de compor a trilha sonora do filme Pubis Angelical, e ao mesmo tempo seu próprio disco, Yendo de la cama al living (1982), que foi um sucesso em críticas, García iniciou uma prolífica carreira solo, compondo várias canções da música latina e expandindo as barreiras da música pop. Sua trilogia de sucesso completou-se com os discos de new wave Clics Modernos (1983) e Piano Bar (1984), catalogados entre os melhores álbuns da história do rock argentino pela revista Rolling Stone. Nos anos posteriores, García trabalhou nos projetos Tango e Tango 4 junto a Pedro Aznar e publicou uma segunda trilogia de sucesso com Parte de la religión (1987), Cómo conseguir chicas (1989) e Filosofía barata y zapatos de goma (1990). Ao mesmo tempo, começou a protagonizar vários escândalos mediáticos por sua atitude exorbitante e extravagente, e sofreu seus primeiros acidentes de saúde por causa de sua drogadição crescente durante a década de 1990. Ao fim dos anos 1990 e início dos anos 2000, García entrou em seu controverso e caótica era Say no More, na que seus discos foram pobremente recebidos pela crítica e as vendas, mas seus concertos eram um sucesso absoluto. A partir do lançamento de Rock and Roll YO (2003), entrou em um longo hiato, com aparecimentos esporádicos para reabilitar de seus problemas de vício. Regressou à cena pública com seu último álbum ao vivo El concierto subacuático (2010), e publicou os álbuns Kill gil (2010), Random (2017) e La lógica del escorpión (2024).
Sua canção de Sui Generis "Rasguña as pedras" foi considerada em 2002 como a terceira melhor canção de todos os tempos do rock argentino, e a 53ª do rock hispano-americano. Outras canções de sua autoria também têm sido consideradas entre as 100 melhores do rock argentino como "Seminare", "Canción para mi muerte", "Demoliendo hoteles",  "Los dinosaurios", "Yo no quiero volverme tan loco", "No llores por mi, Argentina", "Chipi chipi" e "Cerca de la revolución".
Em 2009 recebeu o prêmio Grammy por Excelência Musical. Em 1985 obteve o Prêmio Konex de Platina, como melhor instrumentista de rock de Argentina na década de 1975-1984. Ganhou três vezes o Prêmio Gardel de Ouro (2002, 2003 e 2018), o mais importante prêmio musical argentino. Em 2010 foi declarado Cidadão Ilustre da Cidade Autônoma de Buenos Aires pela Legislatura da Cidade de Buenos Aires, e em 2013 recebeu o título de Doutor Honoris Causa da Universidade Nacional de General San Martín.

## Biografia
Carlos Alberto García nasceu na cidade de Buenos Aires, em 23 de outubro de 1951, em uma família de classe média alta, sendo primogênito de Carmen Moreno e Carlos Jaime García Lange, empresário dono da primeira fábrica de fórmica da Argentina. A família também incluía três irmãos: Enrique, Daniel e Josi. A mãe se dedicou ao cuidado e à educação dos filhos, com ajuda de babás profissionais. A casa da família era um amplo apartamento localizado no quinto andar da rua José María Moreno, 63, no coração do bairro Caballito e a dez quadras do Parque Centenário, onde costumava desenhar dinossauros no Museu Argentino de Ciências Naturais. Dinossauros, planetas e mitos gregos foram os três temas que entusiasmaram Charly quando ele era menino. A família também tinha uma casa de fim de semana, com piscina, na cidade de Paso del Rey.
Em 1958 iniciou os estudos primários na escola pública nº 3, “Primeira Junta”, localizada a duas quadras de sua casa, em frente ao Parque Rivadavia. Em 1959, a situação económica da família entrou em crise, com o encerramento da fábrica, o que levou à posterior perda da maior parte das propriedades da família, incluindo a casa da rua José María Moreno e a casa de campo de Paso del Rey. Os García tiveram então que se mudar para um apartamento alugado, localizado na rua Darregueyra e Paraguai, no então bairro de Palermo Viejo.
Seu pai passou então a trabalhar como professor de física e matemática, e sua mãe passou a trabalhar como produtora de programas de rádio e depois de televisão dedicados ao tango e ao folk argentino, que vivia o que se chamava de "boom do folk". Devido ao seu trabalho, tornou-se comum que sua mãe convidasse músicos de destaque do folk para a casa, onde "Carlitos" tocava piano. A situação económica da família melhorou e mudaram-se para um apartamento situado na Vidt 1955 9.º “B”, entre Charcas e Güemes, em Palermo, onde o músico morou até 1972, quando foi morar com María Rosa Yorio em uma pensão próxima. As fotos incluídas no álbum Vida são tiradas nas proximidades. Como ambos os pais tinham que sair para trabalhar, Carlitos foi encaminhado para terminar o ensino fundamental na escola Aeronáutica Argentina, na rua Quilmes 400, no bairro Pompeya, porque tinha escolaridade dupla.

A música começou muito cedo na vida de García: aos dois anos aprendeu a tocar uma citarina de ouvido e depois continuou com um pequeno piano de brinquedo que sua avó materna lhe deu. Quando os pais de García viajaram para a Europa, as crianças foram colocadas sob a tutela de babás e de uma avó. O estresse causado pela ausência dos pais causou a Charly um colapso nervoso, distúrbio que causou seu vitiligo característico. Quando seus pais voltaram da viagem, sua mãe percebeu que Charly havia aprendido a tocar de ouvido. "Torna a Surriento", uma famosa melodia napolitana que veio em uma caixa musical familiar. Charly disse acreditar que o solo de "Seminare" deriva dessa melodia.
Quando o ouvi tocar aquela música, levei-o para o apartamento de um vizinho que morava no andar de cima e tinha um piano grande e ele imediatamente começou a tocar como se nada tivesse acontecido. No dia seguinte fui e comprei um para ele.

 – Carmen Moreno, mãe de Charly
Foi a primeira coisa que toquei no piano quando fui testado. Fui ao piano e foi a primeira coisa que toquei. Aqui é chamado de "Giacomo Capelettini" (em homenagem a um anúncio de televisão que usava a mesma melodia)

 – Charly García
Alertados sobre as condições inatas e o tom absoluto de "Carlitos", seus pais o matricularam em 1956 no Conservatório Thibaud Piazzini, embora sua mãe tenha providenciado para que ele tivesse aulas de piano e música em casa. Sua professora foi Julieta Sandoval. Charly a descreve como uma professora muito rígida, "super católica", que tinha uma concepção sadomasoquista pela qual era preciso sofrer e sentir dor para ser um bom concertista clássico:
Eles me incutiram a ideia cristã de que através da dor se chegava à sublimação... eu me autoflagelava, me cortava, batia nos braços... Eu acreditava na dor como droga.

 – Charly García
A sua primeira apresentação pública foi no dia 6 de outubro de 1956, ainda com 4 anos, no Conservatório, apresentando-se no programa como "Carlitos Alberto García Moreno". Ele executou duas peças de estilo clássico, uma anônima e outra de autoria de seu professor.
Quando criança, Charly adorava música clássica e odiava música popular, assim como seus pais. Quase não dormia - achava que isso era uma perda de tempo - e passava dias inteiros tocando Chopin e Mozart. Mas também sentiu vontade de compor, algo que o seu professor reprimiu sistematicamente. Aos 9 anos, em 1960, compôs sua primeira música, "Corazón de hormigón" (incluída em Kill Gil), mas não a lançou por medo da reação de sua professora. Em 2004, García prestou homenagem à sua professora de piano de infância ao aparecer inesperadamente na festa do centenário do Conservatório Thibaut Piazzini para interpretar ao piano duas canções de sua autoria, da época de Serú Girán, "Desarma y sangra" e "Veinte trajes verdes", este último dedicado ao compositor Eric Satie.
Em 1962, um programa musical de televisão chamado "El Club del Clan",que obteve grande adesão do público jovem devido à presença de cantores muito jovens, como Palito Ortega, entre outros, que interpretaram músicas originais do que foi chamado "la nueva ola" (rock and roll, twist e música beat). Nesse momento, García começou a romper com a carreira de pianista concertista de piano clássico que a educação familiar lhe impunha. Enquanto assistia ao programa e após ficar bravo com a mãe, compôs sua primeira música, “Corazón de hormigón”, atribuindo a dureza de seu coração à sua mãe. Em 2010, quase cinquenta anos depois, García gravou a música com Palito Ortega e incluiu no álbum Kill Gil. Em seu cancioneiro posterior, ele retornaria as canções "la nueva ola" e "Mientras miro las nuevas olas".

Em 1963, aos doze anos, tornou-se professor de teoria e teoria musical, mas no ano seguinte, em 1964, García, como dezenas de milhares de jovens argentinos, ouviu pela primeira vez os Beatles, o que causou uma mudança radical na vida dele:
Quando ouvi os Beatles fiquei louco: pensei que fosse música marciana. Música clássica de Marte. Compreendi imediatamente a mensagem: 'tocamos os nossos instrumentos, fazemos as nossas canções e somos jovens'. Para minha época e meu treinamento, isso era muito raro. Os jovens não deveriam fazer canções e cantar. A primeira coisa que ouvi deles foi "There's a Place". Percebi o que estava acontecendo com os quartos e algumas outras coisas interessantes. E aí, kaboooom!, minha carreira como músico clássico acabou.

 – Charly García
Com eles vieram também os Rolling Stones, Bob Dylan, The Byrds e The Who, entre outros. Lá ele encerrou sua carreira como músico clássico. Gritou para que lhe comprassem uma guitarra elétrica, deixou o cabelo comprido e começou a brigar com o pai, que esperava que ele se tornasse pianista concertista ou engenheiro. Esse relacionamento nunca mais seria reparado; Embora não tivessem mais problemas financeiros, ele começou a insistir para que saísse e conseguisse um emprego para financiar seus “vícios”. Com a mãe dele era diferente:
Sempre soube para onde Carlitos estava indo. Depois que meus outros filhos e netos nasceram, percebi que ele era especial. Às vezes até me assustava porque eu dizia: “Como é que um menino de três anos consegue tocar alguma coisa no piano?” Charly era uma coisa especial; Estou errado em dizer isso, mas foi assim.

 – Carmen Moreno, mãe de Charly
Entre as anedotas de sua infância de criança prodígio, Sergio Marchi conta que, em meados da década de 1960, Mercedes Sosa foi jantar na casa de García Moreno. Ao ouvir Carlitos tocar piano, comentou com Ariel Ramírez: “Esse menino é como Chopin”.  Outra anedota conta que em um show de Eduardo Falú organizado por sua mãe, ele disse ao folclorista que estava com a quinta corda de seu violão desafinada, quando ninguém havia notado. 
Em 1965, Charly iniciou os estudos secundários no Instituto Social Militar Dr. Dámaso Centeno, escola próxima à sua cidade natal, frequentada por famílias de militares, numa época em que as Forças Armadas haviam derrubado o governo constitucional presidido por Juan D. Perón, para impor um regime em que ditaduras se alternavam com governos civis instáveis sob tutela militar, cuja legitimidade foi questionada devido à proibição do peronismo.
García tinha em seu quarto uma vitrola Winco onde ouvia discos de rock que trocava no Centro Cultural del Disco, em troca de discos promocionais que sua mãe recebia. García disse que entre os álbuns que se lembra especialmente de ter ouvido está "Like a Rolling Stone" de Bob Dylan, em 1965, que lhe causou um ataque de paroxismo.
No ensino médio, ele costumava fugir das aulas para tocar piano no salão de festas.
Lá foi convidado por Alberto "Beto" Rodríguez, o baterista, para formar uma banda. Chamava-se Andar Espanhol, nome que García lhe deu e que expressa o ato de expulsar ou arremessar uma pessoa, pegando-a pela gola do paletó e pelo cinto. To Walk Spanish, era composto por Juan Bellia (guitarra), Alejandro "Pipi" Correa (baixo), Charly García (guitarra) e Alberto "Beto" Rodríguez (bateria). A banda fez suas próprias músicas em inglês, com música de García e letra de Correa, e alguns covers, incluindo "Feel a whole lot better" (‘me siento mucho mejor’) de The Byrds, que anos depois Charly incluiria no álbum Filosofía barata y zapatos de goma, com o título «Me siento mucho mejor» e uma letra alterada («Me siento mucho más fuerte sin tu amor»), embora sem alterar o significado.

## Carreira

### 1972-1975: Sui Generis, duo e quarteto

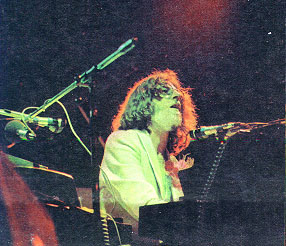
Charly Garcia nos concertos de Adios Sui Generis

Em 1967 conheceu Nito Mestre, também aluno de Dámaso Centeno, que fazia parte da banda The Century Indignation, junto com Carlos "Piraña" Piegari. No segundo semestre de 1968, as duas bandas se uniram para formar o Sui Géneris, nome escolhido por García para denotar não só a originalidade musical a que aspirava, mas também uma defesa do maluco, do estranho, do nerd e do seu próprio caminho, contra as acusações pejorativas que ele e seus colegas receberam naqueles anos.
A formação inicial foi um sexteto composto por Charly (canto, teclado e violão), Nito (canto e flauta), Piegari (guitarra), Beto Rodríguez (bateria) e Juan Bellia (guitarra), Alejandro Correa (baixo). Posteriormente saiu Correa, que foi substituído por Rolando Fortich e, em 1970, saiu Rodríguez, substituído por Francisco “Paco” Prati. Também tocaram na banda Carlos "Lito" Lareu na guitarra, Diego Monteverde, Hugo Alfredo Negri no baixo, Diego Fraschetti e Daniel Bernareggi, que tocou baixo no álbum de 1970.
Naquela época, Charly compunha músicas, mas ainda não escrevia suas letras, algo que contribuiu principalmente para Piegari, mas também para Correa. Charly disse que ele e Piegari eram "os Lennon e McCartney da escola". Em 1968 compuseram uma ópera rock em espanhol, intitulada Teo, sobre um filho da Lua e um gato. que tinha bossa nova, tango e rock. Tinha 16 partes diferentes, em ritmos de rock, blues e bossa nova. Algumas das músicas dessa ópera foram "Teo", "Marina" e "Juana". García disse que algumas dessas melodias entraram em "Eiti Leda" e alguns riffs de La Máquina de Hacer Pájaros.
Desde o início Sui Generis começou a trabalhar nas vozes. Charly, Nito e Piegari tiveram aulas de canto com uma professora que morava em frente à casa da família de Piegari, em Flores. Charly disse que seu modelo, tanto para To Talk Spanish quanto para Sui Generis, foi a banda americana Vanilla Fudge, de onde tirou o jeito de usar o órgão, temas musicais com múltiplas partes, psicodelia e rock sinfônico em seus estágios iniciais.
Dessa época são quatro gravações Sui Generis, gravadas em dois discos simples de acetato Minisurco, realizados em 1969 e 1970. O primeiro dos discos contém as canções "De las brumas Volveré", composta por Charly García e Alejandro Correa, e "Escuchando al juglar en silencio”, de Correa. O segundo álbum contém duas canções pertencentes à ópera Teo: "Marina" e "Grita", ambas gravadas como pertencentes a Charly García e Carlos Piegari.
Entre as músicas compostas naquela época antes da dupla Sui Generis, estão "Natalio Ruiz", posteriormente incluída no álbum Vida (1973); “Sua alma olha para você hoje”, incluída em PorSuiGieco (1976) e “Monoblock”, dos mesmos autores, incluída em Sinfonías para adolescentes (2000). As três músicas são de coautoria de Charly e Carlos Piegari. Também dessa época foi a música "Gaby", composta por Carlos Piegari e Alejandro Correa, que Charly incluiu no álbum Música del alma (1980). Por fim, Nito Mestre lançou publicamente, em 2010, um áudio inédito gravado por volta de 1971 pela dupla Sui Generis, pelo selo Melopea, intitulado “La bicicleta oxidada”, obra de Piegari/García.
Em dezembro de 1969, quando a maioria dos integrantes do grupo terminava o ensino médio, o sexteto Sui Generis foi convidado para tocar na festa de formatura para centenas de pessoas, que aconteceu no Instituto Santa Rosa (Rosário 638). A adolescência estava acabando, a escola não era mais o lugar que os unia e os jovens começaram a vida adultos seguindo seus próprios caminhos.
1970 foi um ano de mudanças na banda. Tocaram primeiro no Italian Club, em Caballito, que García lembra como a estreia da banda., enquanto Nito Mestre considera que a estreia foi a apresentação no Instituto Santa Rosa.
Nessa época Pierre Bayona, produtor musical e negociante do mundo do rock, conhecido como "el gordo Pierre" e imortalizado com esse nome na canção "Pierre, el vitricida" dos Redonditos de Ricota, descobriu Sui Generis, quando era ainda sexteto. Bayona insistia incansavelmente nos meios de produção musical sobre as condições extraordinárias que o grupo, especialmente Charly García, tinha.

No verão de 1971, a banda se apresentou como banda de abertura do Huinca, grupo liderado por Lito Nebbia, no Teatro Diagonal de Mar del Plata e depois no Teatro de la Comedia, dirigido por Gregorio Nachman, como banda de abertura de Pedro y Pablo. Mas vários integrantes do grupo não puderam ir, então Sui Generis teve que se apresentar em dupla formada por Charly García e Nito Mestre. A apresentação aconteceu nos dias 5 ou 6 de fevereiro. “Ficamos muito surpresos porque as pessoas começaram a gostar da nossa vibe”, diz Nito. Duas estátuas de Nito e Charly localizadas em Rivadavia e Santa Fé, onde ficava o teatro, comemoram esse acontecimento, embora o recital tenha sido realizado quando ainda eram banda.
Achávamos que era o fim de um sonho, mas fomos obrigados a subir no palco. Já tínhamos gasto o dinheiro em cerveja e não podíamos devolver o dinheiro a quem nos contratou. Reunimos coragem e saímos, Charly com o violão crioulo e eu com minha flauta. Eu estava morrendo de medo, mas Charly me encorajou. Não sei como, mas as pessoas adoraram.

 – Nito Mestre
Enquanto isso a banda continuou em turnê pelas gravadoras, sem nenhum resultado. León Giecoconvidou-os para participar de um concerto no Teatro de Luz y Fuerza. Conheceram-se, a admiração foi mútua e a partir daí Gieco e García tornaram-se “amigos de alma”.
O grupo também passou a se apresentar regularmente no Teatro ABC, localizado na rua Esmeralda, quase na esquina da Lavalle, no centro da cidade de Buenos Aires, que na época era um reduto do rock. Tocavam às quintas, sextas, sábados e domingos, tarde da noite, para se darem a conhecer. Lá ele conheceria no ano seguinte, quando a banda já era uma dupla, María Rosa Yorio, groupie e cantora, que se tornaria parceira de Charly, backing vocal de Sui Generis e uma das primeiras cantoras de rock da América Latina.
No final de 1971, Charly foi alistado pelo Exército para cumprir um ano de serviço militar obrigatório, instituição tradicional na época, mas que foi rejeitada por parte considerável da juventude, entre eles aqueles que faziam cabelos longos um símbolo de rebelião e mudança. Jovens recorreram aos mais variados instrumentos para "salvar-se da colimba". Charly García não foi exceção. Depois de ver frustrada sua esperança de ser salvo devido a um “número baixo” (no sorteio preliminar), Charly recorreu a todos os truques possíveis: recorrendo a “acomodações” com funcionários conhecidos de seus pais (que pelo menos conseguiram que ele fosse enviado para o regimento de Campo de Mayo, nos subúrbios de Buenos Aires); simular doenças e desmaios, físicos e mentais; desobedecer ordens; tornar a vida impossível para os militares; etc. Como resultado dessas simulações, foi encaminhado ao Hospital Militar, onde para dar credibilidade ao seu “personagem”, levou um frasco de anfetaminas que sua mãe lhe trouxera ao hospital. A overdose produziu um extremo estado de excitação, que o fez pensar que iria morrer. Nessas condições, ele escreveu de uma só vez a música que se tornaria seu primeiro grande sucesso poucos meses depois: «Canción para mi muerte». Um incidente adicional aconteceu mais ou menos simultaneamente: Charly deveria levar uma maca com um cadáver para o necrotério, mas em vez disso a levou para o Cassino dos Oficiais, criando um escândalo. Os militares então o mandaram para casa e alguns dias depois lhe deram alta por sofrer de "neurose histérica, personalidade esquizóide". Charly contou essa experiência em detalhes em «Botas locas», que eu incluiria no álbum Pequeñas anécdotas sobre las instituciones
Era o verão de 1972: o sexteto estava em declínio e estava prestes a se tornar uma dupla formada por Charly e Nito. Em qualquer caso, vários dos membros originais do Sui Generis continuariam a manter algum tipo de contacto musical com Sui Generis ou Charly García: Alejandro "Pipi" Correa participou como baixista e nos álbuns Confesiones de invierno e Pequeñas anécdotas sobre las instituciones.Integrou o Sui Generis em algumas apresentações entre 1972 e 1974, incluindo o festival BA Rock III em 1972. Sua música "Gaby" foi incluída no álbum Música del alma (1980) de García. Ele continuou sua carreira como músico e compositor profissional. Em 1974 Correa gravou sua música no Microfón "Canción para elegir", com teclados de Charly García, publicado no LP Rock para mis amigos Vol.4 (1975). Carlos Piegari escreveu as letras de várias músicas posteriormente interpretadas por algumas bandas de Charly García, como "Natalio Ruiz", (Vida, 1973); "Tu alma te mira hoy" (PorSuiGieco, 1976), «Monoblock» (Sinfonías para adolescentes, 2000). Também compôs a música "Gaby", com música de Alejandro Correa, incluída no álbum Música del alma (1980). Ele continuou sua carreira como músico e escritor profissional. Francisco “Paco” Prati permaneceu como baterista de Sui Generis, mesmo quando Charly e Nito foram contratados para gravar o primeiro álbum. Participou de álbuns Sui Generis, Vida e Confesiones de invierno e em apresentações até o final de 1973, incluindo o festival BA Rock III em 1972. Em seguida, juntou-se à banda Nito Mestre y Los Desconocidos de Siempre. Formou-se arquiteto e dedicou-se à profissão, sem abandonar a música, dedicando-se ao jazz. No final de 1971, o jovem movimento rock argentino passava por um momento de mudança geracional, já que Almendra, Los Gatos e Manal (seus três grupos fundadores) acabavam de se separar, e seus antigos membros tentavam criar novos grupos: Spinetta fundava o Pescado Rabioso; Pappo estava começando a ensaiar com Pappo's Blues e Billy Bond. Depois de deixar a "colimba", em 1972, Charly conheceu María Rosa Yorio na ABC. Eles começaram a namorar clandestinamente porque o músico tinha uma namorada oficial chamada Maggie, que trabalhava no musical. Hair, obra emblemática do movimento hippie. Mas um dia María Rosa se cansou e disse-lhe para escolher entre ela ou Maggie. Ele a escolheu. Devido à relação conflituosa que ambos mantinham com suas famílias, logo se mudaram para uma pensão em Aráoz y Soler (Palermo), e posteriormente para outra um pouco melhor no bairro de San Telmo. Nenhum deles tinha um bom rendimento financeiro, então foram tempos difíceis. Charly ainda teve que vender seu amplificador para pagar sua pensão. Esse momento se reflete em músicas como "Confesiones de invierno", "Quizás porque" e "Cuando comenzamos a nacer". Yorio, por sua vez, receberia um grande número de músicas de Charly, como "Rasguña las piedras", "Necesito", "Seminare", "Bubulina", "Dime quién me lo robó", "Pequeñas delicias de la vida conyugal" e "Antes de gira (tema para María)". O livro Quien es la chica de Larrea e Balmaceda dedica dezenove páginas às canções de Charly García relacionadas a María Rosa Yorio.
Em meados de 1972, depois de entrar em todas as gravadoras e sofrer as misérias da indústria fonográfica, Os esforços insistentes de Pierre Bayona para conseguir uma oportunidade para a dupla finalmente valeram a pena. Billy Bond e Jorge Álvarez (fundador da lendária gravadora Mandioca), Eles concordaram em fazer um teste. Ambos ficaram satisfeitos, embora a letra adolescente e o som acústico não os convencessem, mas a performance de Charly e seu domínio com o piano superaram qualquer relutância que pudessem ter. Eles concordaram em gravar um álbum simples, com o tema «Canción para mi muerte», isso os deixou maravilhados e com um álbum. O bom desempenho da dupla permitiu que Bayona contratasse Charly para acompanhar nos teclados Raúl Porchetto em seu álbum de estreia, Cristo Rock, que por sua vez convenceu Billy Bond a contratá-lo para se juntar à sua banda, La Pesada del Rock and Roll, em uma turnê pelo país.
Finalmente, em fevereiro de 1973, Sui Generis lançou seu primeiro álbum, Vida, pelo selo Talent Microfón e com produção de Jorge Álvarez. Álvarez não estava convencido do valor da gravação do álbum e foi Billy Bond quem teve uma influência decisiva, fazendo a gravação de forma quase secreta. A dupla foi acompanhada pelo ex-Manal, Claudio Gabis (guitarra e gaita) e Alejandro Medina (baixo), Carlos "Lito" Lareu (guitarra), Jorge Pinchevsky (violino) e Francisco Prati (bateria), que vieram da banda Sui Generis, antes da formação da dupla. Entre as principais músicas estão "Canción para mi muerte" (também lançado como single), "Dime quién me lo robó" (sobre sua crise religiosa),"Necesito", "Quizás porque", "Natalio Ruiz" (letra de Carlos Piegari), "Mariel y el capitán", "Estación" e "Cuando comenzamos a nacer". Toda uma série de canções que permaneceriam no cancioneiro popular por décadas, especialmente «Canción para mi muerte», que foi escolhido pela revista Rolling Stone (edição argentina) e a MTV, como a música número 11 entre as 100 canções mais marcantes do rock argentino.

O biógrafo de Charly García, Sergio Marchi, relata desta forma o impacto que teve o lançamento do álbum:
Sui Generis foi um sucesso retumbante. Vida, seu primeiro álbum, trazia músicas simples, acessíveis e com letras que falavam a linguagem da adolescência. Charly acertou sem tentar: Sui Generis ensinou aqueles adolescentes a cantar, das próprias dúvidas transformadas em canções. Além disso, podiam ser tocados com violão crioulo, então o repertório de Vida passou a animar fogões de cozinha. acampamento, aumentando a felicidade de muitos jovens que alcançaram o primeiro sucesso com a viola de uma canção Sui Generis. Mas, à distância, o que pode ter constituído a grande força da dupla foi a capacidade de denunciar a hipocrisia, os padrões duplos e o duplo discurso da sociedade argentina, numa linguagem que qualquer adolescente pudesse entender. Foi como um esclarecimento dos códigos herméticos que o rock tinha conseguido até então, mas sem cair em protestos abertos ou panfletários.

 – Sergio Marchi
Fito Páez, então com 9 anos, reflete:
Charly inventa uma nova forma de contar o mundo pop, renovando-o, refrescando-o e dando-lhe gravidade e graça. Antes havia Manal, Los Gatos, Almendra, mas foi Charly quem instalou a ideia pop nas pessoas. Isto é inegável. Ele fez isso com uma graça muito divina e com uma originalidade única.

 – Fito Páez
Ao mesmo tempo, alguns roqueiros históricos criticaram aqueles dois adolescentes de aparência desengonçada por serem “moles”. Pappo disse que Sui Géneris “suavizou os milaneses”. Spinetta também declarou que não gostava de Sui Generis, porque parecia um tema infantil (assimilou às canções de María Elena Walsh).
Naquela época, a Argentina atravessava os momentos anteriores a uma breve reconquista da democracia sem proscrições, com as eleições de março de 1973, num contexto de quase três décadas de ditaduras. Essa geração ficou conhecida como “a geração dos anos setenta”, caracterizada por um forte idealismo juvenil, com bandeiras como a “libertação”, Che Guevara, a militância política e a revolução sexual. Cabelo comprido para os homens era uma bandeira geracional. Charly não tinha nenhum compromisso político definido naquela época, além de uma forte rebelião contra a hipocrisia dos “adultos”, os preconceitos sociais ou a rigidez do sistema educacional, mas o mesmo não aconteceu com María Rosa Yorio, nem com Jorge Álvarez, que tinha uma posição definitivamente de esquerda, que incluía simpatia pelas correntes do peronismo revolucionário.
Musicalmente, desde 1967, uma corrente original de "rock nacional", como era chamado na época, com letras em espanhol, se desenvolveu principalmente em Buenos Aires, que tinha como expoente máximo até aquele momento Los Gatos liderados por Lito Nebbia, Manal (Medina-Gabis-Martínez) e Almendra, liderada por Luis Alberto Spinetta, sem ignorar a importância de outras bandas decisivas, como Vox Dei e sua ópera histórica La Bible, Arco Iris, liderada por Gustavo Santaolalla e a "blusera" linha liderada por Pappo. Sui Generis iniciou o caminho para se estabelecer no mesmo patamar, e Charly García começou a ascender como o maior expoente do movimento, junto com Spinetta.
Em 16 de dezembro de 1972, Sui Generis tocou em trio (Charly, Nito e "Paco" Prati) na terceira edição do BA Rock Festival 1972 (BA Rock III), realizado no Campo Las Malvinas do clube Argentinos Juniors. Eles tocaram "Canción para mi muerte". Foi a primeira vez que eles se apresentaram para um grande público. A atuação do trio foi filmada e incluída no filme Rock hasta que se ponga el sol, de Aníbal Uset, lançado em 8 de fevereiro de 1973.

Entre novembro de 1972 e abril de 1973, Sui Generis se tornou a banda de rock mais popular da Argentina, principalmente entre os mais jovens e principalmente entre as mulheres. Em fevereiro de 1973 o filme foi lançado Hasta que se ponga el sol e Ao mesmo tempo, a versão single de "Canción para mi muerte" apresentado ao vivo no filme. Em março deram um recital na Escola Lasalle (da qual há versão gravada) e em abril, Sui Generis surpreendeu a todos e a todos com uma enorme aglomeração de adolescentes ao realizarem seu primeiro recital sozinhos no teatro Astral, um dos mais importante de Buenos Aires, localizado na Avenida Corrientes. Um artigo da época, na revista Pelo, destaca a presença de “meninas que não são as habituais nos recitais, compareciam em grupos de quatro ou cinco”, convocadas por canções em que “se intercalam o amor verdadeiro”, a ternura como autêntico gesto de entrega". O sucesso avassalador de "Canción para mi muerte" gerou naquela época uma espécie de mal-entendido temático e musical, que tendia a classificar a dupla fora do rock, dentro do gênero pop romântico. Nito Mestre reconheceu esta situação num relatório de 1973:
Muitas meninas que nos procuram para fazer reportagens para revistas escolares ficam surpresas por termos ideias políticas e outras coisas; Muitos acreditam que somos personagens românticos, leitores de poesia sofredores ou intelectuais inveterados. Quando o público em geral ouve o nosso programa, fica surpreso por não encontrar o que esperava, mas não fica desapontado.

 – Nito Mestre
Musicalmente, desde 1967, uma corrente original de "rock nacional argentino", como era chamado na época, com letras em espanhol, se desenvolveu principalmente em Buenos Aires, que tinha como expoente máximo até aquele momento Los Gatos liderados por Lito Nebbia , Manal (Medina-Gabis-Martínez) e Almendra, liderada por Luis Alberto Spinetta, sem ignorar a importância de outras bandas decisivas, como Vox Dei e sua ópera histórica La Bible, Arco Iris, liderada por Gustavo Santaolalla e a "blusera" linha liderada por Pappo. Sui Generis iniciou o caminho para se estabelecer no mesmo patamar, e Charly García começou a ascender como o maior expoente do movimento, junto com Spinetta.
Em outubro de 1973, Sui Generis lançou seu segundo álbum: Confesiones de invierno. A intenção do álbum era deixar claro ao seu público que Sui Generis era uma banda de rock e corrigir eventuais mal-entendidos sobre o perfil da banda. “Não queremos decepcionar o público”, resumiu Charly quando explicaram na época do que se tratava o álbum.
É um álbum muito mais cuidadoso que o primeiro, que teve que ser gravado “em segredo”, quando a gravadora não acreditava que Sui Generis pudesse fazer sucesso. “Foi um álbum muito mais polido”, diz Mestre. Naquele ano os dois músicos cresceram, ganharam experiência e adotaram uma postura mais profissional. O álbum é gravado em oito canais, nos estúdios da RCA. Contrataram Eduardo Zvetelman para fazer arranjos orquestrais e Juan José Mosalini (1943-2022) para tocar bandoneón em “Cuando ya me empiece a quedar solo”.
Assim como em Vida, o álbum é novamente composto por músicas que passaram quase que integralmente para o cancioneiro popular. Em primeiro lugar, "Rasguña las piedras", uma comovente canção de liberdade que a revista Rolling Stone e a MTV consideraram a terceira melhor canção do rock argentino.  É acompanhada por outros clássicos do cancioneiro de Charly García, como «Cuando ya me empiece a quedar solo», «Bienvenidos al tren», «Lunes otra vez», «Aprendizaje» e «Tribulaciones, lamentos y ocaso de un tonto rey imaginario, o no».
O álbum teve vendas excepcionais e confirmou que a massividade explosiva de Sui Generis no ano passado não se deveu a um mal-entendido, nem a um hit ocasional. O sucesso do álbum dissipou os medos e inseguranças de Charly sobre a real possibilidade de viver da música, expressos na música que deu título ao álbum.
Em 1º de julho de 1974, o presidente Juan D. Perón morreu e o país entrou numa espiral de violência política. A Aliança Anticomunista Argentina (Triple A), financiado pela CIA, pela loja maçonica italiana Propaganda Due e liderado pelo ministro José López Rega, conhecido como "o feiticeiro" (Charly fará alusão a ele em "Canción de Alicia en el país") lançou uma campanha de perseguição e extermínio de militantes, artistas e intelectuais identificados como “canhotos”. Mas Charly, influenciado por Yorio, Álvarez e especialmente pelo escritor David Viñas, comprometeu-se politicamente com as ideias do Partido Comunista Revolucionário, um dissidente do Partido Comunista que adoptou uma posição maoísta, que seria notada nas suas canções.
No final do ano Sui Generis lançou seu terceiro álbum, Pequeñas anécdotas sobre las instituciones. A banda deixou de ser um duo e voltou a ser um quarteto, agora formado também por Rinaldo Rafanelli no baixo e guitarra e Juan Rodríguez na bateria.
O disco surpreendeu a crítica e os fãs, com um estilo de rock sinfônico, incluindo instrumentos eletrônicos inovadores para a época e uma temática marcada de crítica política, sobre as "instituições" básicas da sociedade: a família, os militares, a repressão, a polícia, a censura, assassinatos políticos. García especificou que as instituições “foram o Poder, os militares, bah, que se apropriaram das instituições”. Destacam-se as canções como "Instituciones", "El tuerto y los ciegos", "Para quien canto yo entonces" e "Las increíbles aventuras del Sr. Tijeras".
O projeto do álbum original teve uma frente política que foi moderada a pedido de Jorge Álvarez (diretor da gravadora Talent), por questões de segurança, para evitar que Sui Generis entrasse na lista de ameaças de morte do Triple A. Algumas letras foram modificadas e duas músicas foram excluídas, "Botas locas" e "Juan Represión". No ano seguinte, Sui Generis realizou um recital no Uruguai, governado por uma ditadura civil-militar, com temas e letras originais. Charly, Nito e o resto da gangue foram detidos ilegalmente no Uruguai, então governado por uma ditadura, espancados e interrogados pelos serviços de inteligência, sem permitir que tivessem aconselhamento jurídico ou se comunicassem com a embaixada argentina. Vinte anos depois, quando o álbum foi relançado pela Microfón em formato digital, as duas músicas deletadas em 1974 foram incluídas como faixas bônus.
Musicalmente, o álbum apresentou uma mudança estilística fundamental, mais complexa, conceitual e orientada para o rock sinfônico. De algum modo "Instituciones" significou retornar ao estilo original de Sui Generis, antes da dupla, quando seguia o modelo de Vanilla Fudge. Também contou com os coros de María Rosa Yorio e contribuições de músicos convidados como Alejandro Correa (baixo), Carlos Cutaia (órgão Hammond), León Gieco (gaita), David Lebón, Oscar Moro (bateria), Jorge Pinchevsky (violino) e Billy Bond (vocal de apoio). Por sua vez, Charly começou a tocar teclados complexos, adquiriu recentemente cordas Yamaha, piano Rhodes, mini Moog, clavinete Hohner, mellotron, cordas ARP e conjunto de cordas.

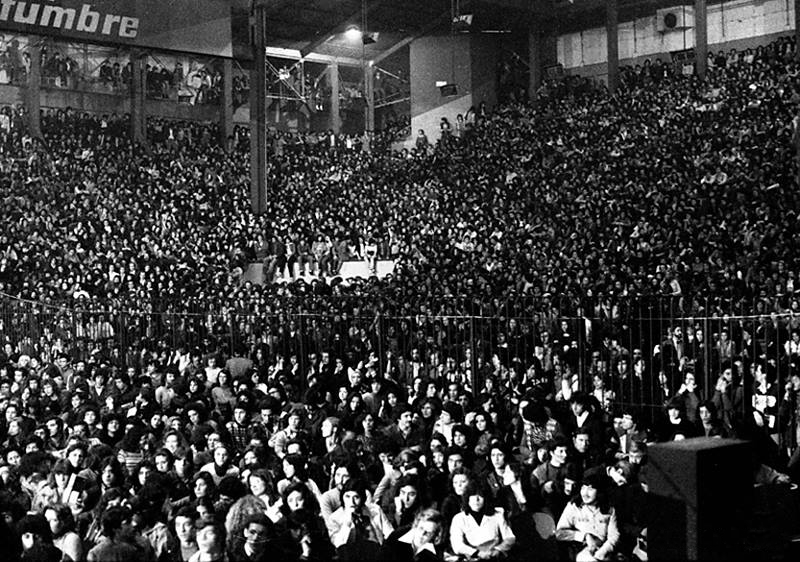
O público do histórico concerto Adios Sui Géneris no Lua Park.

O álbum foi muito elogiado, embora não tenha vendido como esperado. Foi difícil para o público e os produtores entenderem a evolução musical de Charly e ele exigiu que voltassem ao estilo acústico e simples dos dois primeiros álbuns. Por outro lado, tanto García como Mestre e o resto da banda começaram a consumir ácido lisérgico. Charly então decidiu fazer um novo álbum conceitual em torno da psicodelia e pensou em um nome: Ha sido. A banda gravou o álbum inteiro, mas os empresários e produtores recusaram-se a lançá-lo, pressionando o grupo a voltar às baladas iniciais que haviam garantido sucesso comercial. Finalmente tiveram que se resignar a lançar um EP, com apenas uma das músicas do novo álbum ("Alto en la torre") e três músicas de álbuns anteriores. O conteúdo completo e as gravações do álbum frustrado Ha sido nunca foram divulgados publicamente. Sabe-se que pelo menos eles incluíram "Entra eléctrico", "Nena (Eiti Leda)", "Bubulina", "Fabricante de mentiras" e provavelmente também, "La fuga del paralítico", instrumental de Rinaldo Rafanelli. O próprio Rafanelli disse sobre isso:
Nunca entendi por que “Ha sido” não foi publicado; porque gravamos e tudo mais. Foi uma coisa muito maluca, com a letra do Charly que falava dos vermes na cabeça das pessoas. Claro: não era Sui Generis como era conhecida.

 – Rinaldo Rafanelli.
A frustração de Charly por não conseguir lançar o quarto álbum foi decisiva para tomar a decisão de deixar o Sui Generis, o que já significava a dissolução do grupo. O ciclo se completou e também ficou evidente para Nito. Para os fãs e para o mundo do rock foi um banho de água fria. Os empresários gritaram aos céus e até o repreenderam por ser um “idiota” que estava “matando a galinha dos ovos de ouro”. Como transação, a empresa propôs a García fazer um recital de despedida no Luna Park, o maior estádio coberto do país, algo com que nenhum rock argentino sequer sonhou. A proposta foi completada com a proposta de filmar o recital ao vivo e fazer um filme.
A cidade estava coberta de cartazes publicitários com a legenda “Adeus Sui Géneris” nos quais multidões de jovens, cheios de descrença e dor, escreviam “Por que estão se separando?”. A convocatória superou todas as expectativas e optou-se pela realização de um segundo recital, imediatamente após o primeiro. Adiós Sui Géneris Foi um show que reuniu mais de vinte e cinco mil pessoas e bateu um recorde de audiência do rock nacional que demoraria a ser superado. No recital, diversas músicas do Ha sido, como "Nena (Eiti Leda)", "Bubulina", "Fabricante de mentiras", e canções "censuradas" como "Botas locas" e "El fantasma de Canterville". Antes do final do ano, a Talent lançou a gravação do recital, em álbum duplo com o título Adiós Sui Géneris, parte I & parte II. Em 1996, uma terceira parte foi lançada, Adiós Sui Géneris volumen III.

Nito Mestre conta que depois do recital foi morar com Charly e María Rosa, para preparar seus próximos projetos:
Fomos morar em um hotel que ainda existe e é o mesmo: o Impala, em Arenales e Libertad. Ficamos lá dois meses e meio, no segundo andar, cada um no seu quarto. Charly montou La Máquina de Hacer Pájaros e eu montei Los Desconocidos de Siempre. Mostrei minhas coisas ao Charly enquanto ele atravessava a sala para gravar "Cómo mata el viento norte" que está no primeiro álbum do La Máquina.

 – Nito Mestre
Em 24 de março de 1976, um golpe de Estado instalou no poder uma ditadura civil-militar, que impôs um regime de terrorismo de Estado que causou milhares de desaparecimentos, assassinatos, sequestros, torturas, estupros, roubos de bebês e exílios, com uma rede de centros de detenção clandestinos e forças-tarefa, naquela que é lembrada como "a maior tragédia da nossa história e a mais selvagem" (prólogo do relatório Nunca más).
Em 2 de setembro de 1976, foi lançado Adiós Sui Géneris, o filme, dirigido por Bebe Kamin, com produção e supervisão de Leopoldo Torre Nilsson, com classificação “proibido para menores de 18 anos”.

### 1974-1975: PorSuiGieco
Em 1974, quando Charly García havia alcançado amplo reconhecimento no mundo do rock e desfrutava da enorme popularidade alcançada com Sui Generis, surgiu a proposta de formar uma superbanda de músicos do chamado "rock acústico" para fazer turnês sem um projeto musical formal. para “compartilhar bons momentos, se divertir tocando e cantando”. Charly García, Raúl Porchetto, Nito Mestre, León Gieco e María Rosa Yorio formaram PorSuiGieco y su Banda de Avestruces Domadas. O nome reúne os homens, mas omite a única mulher, uma das poucas que atuava naquela época no rock argentino. A banda tomou como referência o que artistas como David Crosby, Stephen Stills, Graham Nash e Neil Young estavam fazendo na América do Norte, com Crosby, Stills, Nash & Young, um dos modelos musicais/corais de Charly García, desde sua época como músico escolar.
No mês de maio, o PorSuiGieco iniciou a sua atividade em grupo com um recital no Auditório Kraft, localizado na Rua Florida. Em julho de 1974 percorreu a província de Buenos Aires, apresentando-se em Bahía Blanca, Tandil e Mar del Plata. Em 5 de julho de 1975 eles se apresentaram novamente em Tandil.

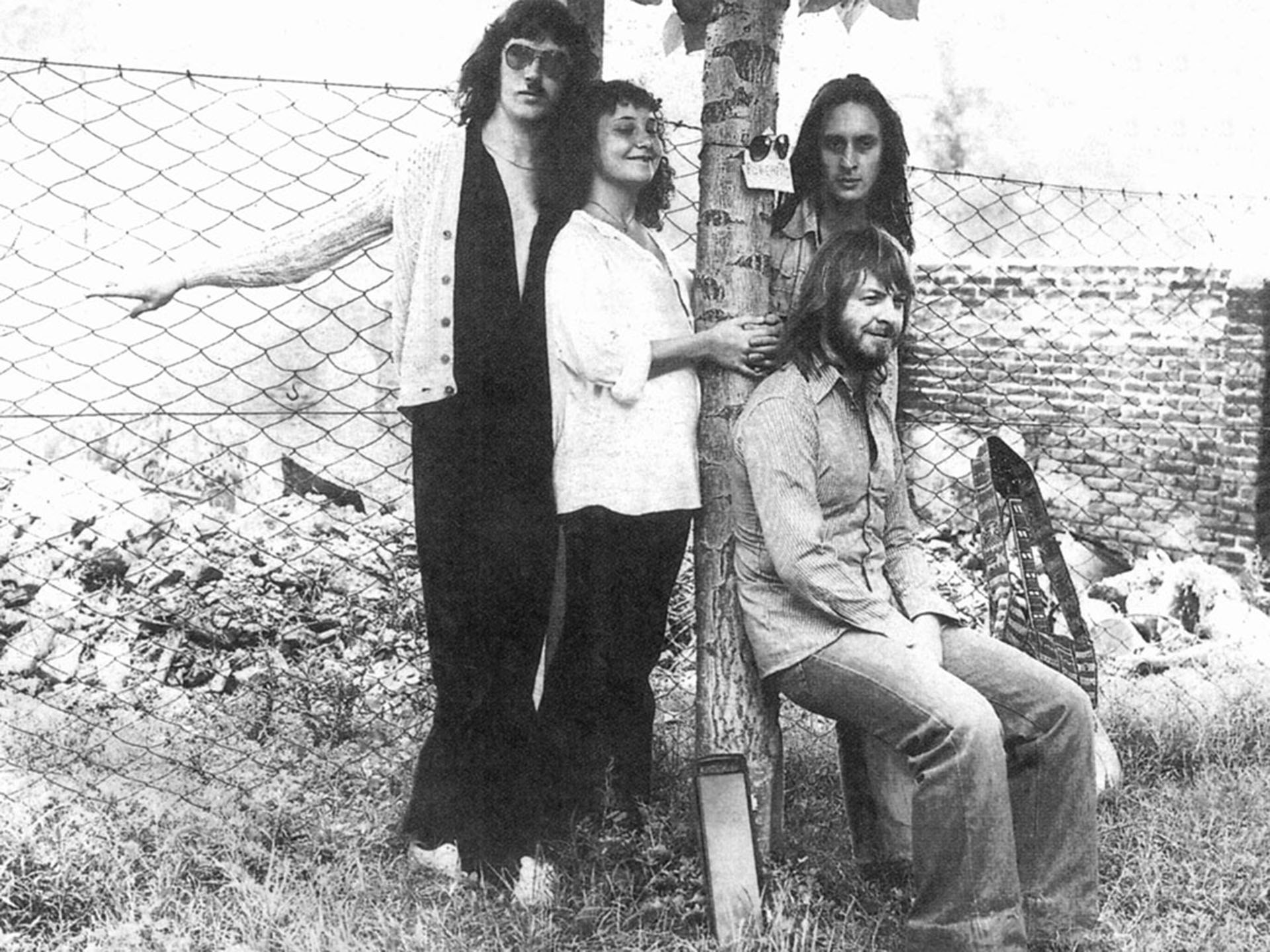
PorSuiGieco, 1975

Em 1976, quando o Sui Generis já havia se separado e após vários adiamentos e problemas, gravaram um álbum com o nome do grupo, PorSuiGieco. O álbum sofreu com a pressão da autocensura imposta pelas ações da Aliança Anticomunista Argentina (Triple A) e dos grupos-tarefa golpistas que preparavam a derrubada do governo constitucional. Teve que ser lançado sem a música "The Canterville Ghost", que de qualquer forma foi incluída sem ser anunciada no envelope interno. Anos depois, em 2002, uma reedição do álbum em formato CD colocaria as coisas em seu devido lugar. O folk acústico da proposta original conduziu a um estilo mais elétrico e elaborado, embora sem perder o frescor que caracterizava o grupo.
Em 24 de março de 1976, assumiu o poder uma ditadura civil-militar que impôs um regime de terrorismo de Estado, com centros de detenção clandestinos e grupos de tarefa, que sequestraram, assassinaram, realizaram desaparecimentos forçados, estupros, confiscos, roubos de bebês, roubos de identidade e forçou milhares de pessoas ao exílio. A Argentina entrava no seu momento mais negro, com dívida externa, inflação muito elevada e empobrecimento maciço do qual não conseguiria recuperar nas décadas seguintes.
Sui Generis já era coisa do passado e Charly começou a se aventurar em outros caminhos da música. Ao mesmo tempo, começou a procurar um psicanalista porque continuava a sentir-se muito angustiado. Passava o dia todo trancado em seu apartamento, tocando e compondo, praticamente sem falar com ninguém.

### 1976-1977: La Máquina de Hacer Pájaros

García com La Máquina de Hacer Pájaros no Luna Park

Depois de gravar o álbum PorSuiGieco, o próximo projeto de García foi La Máquina de Hacer Pájaros (nome que tirou de uma história em quadrinhos do cartunista e cartunista argentino Crist, com Carlos Cutaia (teclados), Gustavo Bazterrica (guitarra e backing vocals), José Luis Fernández (baixo e backing vocals) e Oscar Moro (bateria e percussão).
La Maquina foi a tentativa mais complexa e profunda de rock sinfônico na Argentina, e nela García introduziu a novidade de dois tecladistas simultâneos. Esta banda foi uma das bandas argentinas mais trabalhadas em termos de sonoridade, o grupo não foi bem recebido pela crítica e pelo público.
A ditadura instalada em 24 de março de 1976 instalou um regime de terror no qual ninguém estava seguro. Charly estava com medo e saía o menos possível, pois acreditava que a qualquer momento seu nome estaria na lista negra do governo.
Estrearam-se em Cosquín, onde estrearam algumas músicas que mais tarde comporiam o disco que leva o mesmo nome da banda. Durante vários meses, de quinta a domingo, se apresentaram na La Bola Loca, boate de Atilio Stampone que recebe mais de duzentos pessoas para vê-los tocar ao vivo.
Em julho de 1976 María Rosa engravidou e em março de 1977 deu à luz Miguel Ángel García. Apesar da chegada do bebê, as coisas no casamento não iam nada bem. Charly García estava muito envolvido em seus projetos, só prestava atenção em sua música. Alguns meses depois eles decidiram se separar. Não demorou muito para que María Rosa encontrasse uma nova companhia: ninguém menos que Nito Mestre, o melhor amigo de Charly.
Durante aquele inverno, La Maquina se reuniu em um porão que inundava toda vez que chovia, para dar forma a um segundo álbum: Películas. Na época eles tinham um disco estranho, seu primeiro álbum foi o mais caro da história na Argentina, pois custou mais que o dobro da produção de um álbum comum.
Em 1977 participou de uma entrevista ao jornal La Opinión, que reuniu personalidades argentinas de diversos gêneros. Lá García foi acusado de fazer música "estrangeira" e "que nada tinha a ver com o sentimento nacional", além de não ter "a qualidade dos tangos antigos" e que "em 20 anos ninguém se lembraria dela". Essa experiência levaria García a compor “Los sobrevivientes” e “A los jóvenes de ayer”.
O Festival do Amor foi a última apresentação de La Maquina, na casa de eventos Luna Park, no dia 11 de novembro de 1977, onde dividiram o palco com Nito Mestre, León Gieco, Raúl Porchetto, Gustavo Santaolalla, os irmãos Makaroff, entre outros. García teve dificuldade em se acostumar com esta nova vida de pai, longe de María Rosa. Nesse momento difícil conheceu Marisa Zoca Pederneiras, bailarina brasileira do balé de Oscar Araiz. Zoca seria sua esposa até o final dos anos oitenta e inspiração para várias de suas canções, como "Zocacola" e "Ella adivinó".

### 1978-1982: Serú Girán
Os atritos entre Charly e o resto do grupo de La Maquina (principalmente com os mais jovens) foram se acentuando aos poucos. Os concertos sucederam-se e com eles as perguntas, agora a García (principalmente pelo seu comportamento em palco). Após as brigas, Charly García decidiu deixar a banda em 1977 e viajar para o Brasil com David Lebón, seu amigo desde a época de Sui Géneris. Com o dinheiro arrecadado no Festival do Amor (Luna Park, 11 de novembro de 1977) alugaram por três meses uma casa em Búzios, zona norte do Rio de Janeiro. A escolha do local se deu pela necessidade que García tinha de estar próximo de sua namorada Zoca Pederneira e, aliás, de escapar da noite repressiva da ditadura militar que governava a Argentina. Em San Pablo, Charly conheceu os pais de Zoca. Os Pederneiras eram uma família de artistas e eram fascinados por Charly. Artisticamente falando, García foi influenciado por alguns artistas brasileiros, principalmente Milton Nascimento.

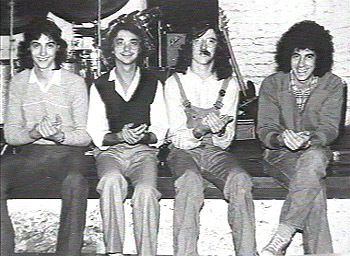
Serú Girán, 1978

Apesar dos sucessos comerciais de Sui Géneris, Charly estava na miséria. Em 1978 viveu com Zoca no Brasil, uma vida voltada para a natureza, pesca e colheita de frutas. Charly agora estava determinado a formar uma nova banda, mas ainda estava falido. Voltando para Buenos Aires, ele iniciou uma nova busca por companheiros de banda. Charly precisava de um baixista e um baterista, e eles se conheceram em um concerto de Pastoral. Lá foi contratado o talentoso baixista Pedro Aznar, de 19 anos, e seu ex-parceiro do La Maquina, o baterista Oscar Moro. A banda era formada por Charly García (vocal, teclado), David Lebón (vocal, guitarra), Pedro Aznar (baixo, vocal) e Oscar Moro (bateria). Charly e David foram os principais compositores.
Charly García agora tinha uma banda completa, mas ainda estava com pouco dinheiro. Em 1978, Billy Bond se encontrou novamente em San Pablo com García e Lebón, que formavam Serú Girán. Billy produziu o álbum com esse nome para eles, fazendo-os assinar um contrato leonino. Não satisfeito com isso, Bond pegou algumas faixas gravadas pela banda e descartou para Serú Girán, acrescentou sua voz por cima e usou-as para Billy Bond and the Jets, álbum lançado em 1979 que passou despercebido naquela época. Neste álbum estão as músicas "Loco (no te sobra una moneda)", a irônica música disco "Discoshock" (ambas de García) e uma nova versão funky de "Treinta y dos pototas", do famoso primeiro trabalho solo de David, Lebón, aqui renomeado como "Toda la gente". Mais tarde, esse grupo se desfez e se tornou Serú Girán, com melodias e letras virtuosas que, entre a ironia e a angústia, retratavam a situação da ditadura argentina. A popularidade desse grupo também se refletiu nas já tradicionais pesquisas da revista Pelo. Serú Girán venceu as categorias de melhor guitarrista, melhor tecladista, melhor baixista, melhor baterista, melhor compositor (García) e melhor grupo ao vivo nos anos de 1978, 1979, 1980 e 1981. A isto se soma o grupo revelação 1978; melhor cantor (Lebón) 1980 e 1981; melhor música 1978 (Seminare) e 1981 (Peperina) e melhor álbum 1978 (Serú Giran).
Embora a banda tenha retornado a Buenos Aires com grandes expectativas para o novo projeto de Charly García, o início foi difícil, era 1978 e o primeiro álbum não convenceu o público cético. O primeiro concerto da banda foi mal recebido, pois o público esperava uma nova encarnação do Sui Generis. No dia seguinte, a imprensa especializada OP chamou Serú Girán de a pior banda da Argentina e acusou David Lebón de que sua voz em suas canções soava homossexual; a relação da banda com alguns meios de comunicação não era cordial. Uma edição da popular revista argentina chamada Gente publicou um artigo depreciativo intitulado "Charly García: ídolo ou o quê?" Apesar da recepção fria, os integrantes do Serú Girán se convenceram de que tinham um bom projeto e persistiram.
Serú Girán continuou durante 1979 e evoluiu significativamente. Seu novo álbum se chamava La grasa de las capitales e sua capa era uma paródia da revista Gente. O público deu ao álbum uma recepção entusiástica. As apresentações da banda foram ficando cada vez melhores e, eventualmente, foram realizadas em locais maiores.
As expectativas eram grandes em 1980 para o novo álbum, que se chamaria Bicicleta, nome que Charly havia preferido para a banda, mas que foi rejeitado pelos demais integrantes. A banda parecia mais madura neste álbum. “Canción de Alicia en el país” estabeleceu uma estranha analogia entre a história de Lewis Carroll e o governo militar argentino, superando a censura do PRN por seu simbolismo enigmático que poucos decifraram.
Patricia Perea, uma estudante de 18 anos que trabalhava como correspondente da revista El Expreso Imaginario, cobriu um concerto de Serú Girán e criticou-os fortemente depois de terem tocado em Córdova, alegando que as suas atuações no interior eram inferiores ao que ofereciam. a Capital Federal. Serú Girán se vingou de Perea com seu quarto LP: Peperina, que era seu apelido, com uma música sobre ela, também chamada de "Peperina". A história foi posteriormente ficcionalizada em um filme de mesmo nome, estrelado por Andrea del Boca. O álbum carregava uma mensagem política. A canção “José Mercado” era uma clara referência a José Martínez de Hoz, ministro da Economia.
Em janeiro de 1981, Aznar foi convocado pelo guitarrista americano Pat Metheny para integrar sua banda. Combinaram encontrar-se nos Estados Unidos, já que Pedro viajaria no ano seguinte para estudar na Berklee College of Music. Este evento marcaria o fim da banda. Nos dias 5 e 6 de março de 1982, foram realizados dois recitais de despedida de Pedro Aznar, sem saber que seria a despedida de Serú Girán até dez anos depois. Os emocionantes recitais foram gravados e o resultado foi o quinto álbum da banda, No llores por mí, Argentina. Naquele ano, García iniciou sua carreira solo.
Em 2019, em vídeo filmado em conjunto com Pedro Aznar e David Lebón, os integrantes vivos do Serú anunciaram a remasterização do álbum La grasa de las capitales.

### Carreira Solo

#### 1982-1984: Trilogia consagratória
Em 1982, a Argentina estava em um processo de mudança política. Após a Guerra das Malvinas, em junho, eclodiu o caos social e o governo militar perdeu parte do seu poder. Nesse ano García estreou como solista, fez a trilha sonora de Pubis angelical, filme de Raúl de la Torre, adaptado do romance de Manuel Puig, também roteirista. O material foi lançado naquele ano em álbum duplo junto com Yendo de la cama al living. Ajudado pela divulgação que o rock nacional dava naquela época através da mídia (durante a Guerra das Malvinas era proibido tocar música em inglês), o álbum teve grande recepção entre o público. Nela surgiram canções antológicas, como "No bombardeen Buenos Aires" (que refletia o momento da guerra das Malvinas), "Inconsciente colectivo", "Yo no quiero volverme tan loco" ou "Yendo de la cama al living". Para este trabalho a banda foi formada por Willy Iturri na bateria, Gustavo Bazterrica na guitarra, Cachorro López no baixo e Andrés Calamaro nos teclados (estes três últimos integrantes do Los Abuelos de la Nada). Esse material foi apresentado em um impressionante recital (para 25 mil pessoas) no estádio Ferrocarril Oeste, em 26 de dezembro de 1982, onde também apresentou aquele que seria outro de seus sucessos de crítica, "Los Dinosaurios", uma metáfora do Processo de Reorganização Nacional e do milhares de pessoas desaparecidas. Naqueles meses, além de gravar seu primeiro disco solo, Charly produziu artisticamente Los Abuelos de la Nada, que "abriu" o recital de Ferro junto com a incipiente Suéter, este último muito mal recebido, com insultos e objetos jogados no palco.
Em 1983, Charly García saiu de Buenos Aires com uma pequena mala. Ao retornar de Nova York para Buenos Aires, ele trouxe uma nova qualidade. Naquele ano, Clics modernos apareceu, gravado e mixado em Nova York. Este novo trabalho apresenta uma reviravolta na música de García, com a introdução de ritmos dançantes, canções mais curtas e por vezes mais irreverentes, em sintonia com o ar de renovação que começou a chegar com a abertura democrática. Músicas como “Los dinosaurios” (agora em democracia), “Nos siguen pegando abajo (Pecado mortal)” e “No me dejan salir” se tornaram sucessos duradouros na carreira de Charly. Este material foi apresentado nos dias 15, 16, 17 e 18 de dezembro no estádio Luna Park, acompanhado por Pablo Guyot (guitarra), Alfredo Toth (baixo), Willy Iturri (bateria), Daniel Melingo (sax), Fabiana Cantilo (corais) e um jovem rosário nos teclados: Fito Páez. Este álbum não foi bem compreendido pelo público, pois incluía (pela primeira vez na carreira de García) canções "dançantes", ou seja: o ritmo ganhou outra dimensão, cortando as letras, até então conceito primário de rock nacional. Teve um reconhecimento posterior.
No dia 10 de dezembro, o curso da história argentina mudou quando o governo pôde ser eleito democraticamente pelo povo. Em 1984, Charly García fez diversos shows bem recebidos e gravou outro álbum nos últimos meses. A trilogia essencial de García se completa com Piano bar, álbum de rock que tem suas maiores conquistas em "Hotel Demoliendo" e "Cerca de la Revolución". Também lançou Terapia intensiva, maxi-single composto, produzido e arranjado por García para a peça homônima de Antonio Gasalla.

#### 1986-1987:TangoeParte de la religión

Luis Alberto Spinetta e Charly García, 1984

Depois de 1984 ele não gravou nenhum álbum (uma compilação, Grandes éxitos, foi lançada). Ficou incompleto um projeto com Luis Alberto Spinetta (Spinetta/García), do qual sobreviveram alguns recitais e a canção "Rezo por vos" (incluída no referido álbum). Nesse mesmo ano foi protagonista do Rock and Pop Festival, organizado pelo empresário Daniel Grinbank, onde dividiu palco com Nina Hagen, INXS e Los Abuelos de la Nada, entre outros, que aconteceu no início de novembro no estádio em Vélez.
Depois do sucesso de Piano bar, que foi a consagração de García como solista, 1985 foi um ano de abrandamento. Charly reencontrou Pedro Aznar em Nova York e com ele gravou Tango (1986). A sua divulgação foi muito limitada, apesar de dar a impressão de que o projecto tinha mais para oferecer. O projeto Tango terminou quando ocorreram incidentes durante uma apresentação em San Miguel de Tucumán, que causaram o cancelamento de dois shows que o Tango havia programado em Obras em maio de 1986. Paralelamente, renovou sua banda, então formada por Richard Coleman (guitarra), Christian Basso (baixo), Fernando Samalea (bateria), o retorno de Andrés Calamaro e Melingo. Com eles faço turnês pelo Chile, Brasil e Espanha. Este grupo foi denominado Las Ligas. Nesse período, passaria a produzir diversas bandas e artistas, como Andrés Calamaro, Suéter e Los Abuelos de la Nada.
Em 1987 veio Parte de la religión, considerado por muitos o melhor álbum solo de García. Este material, junto com Piano bar, acabaria por confirmá-lo como um dos melhores compositores de rock argentino e um artista reconhecido internacionalmente. O álbum foi gravado e tocado quase inteiramente por ele, e alterna rock forte com refrões melódicos. É, com certeza, um dos seus álbuns mais elegantes e compactos, desde a capa até o conteúdo das letras. Já para as apresentações ao vivo, em julho, a banda que o acompanhava era nova: Carlos García López na guitarra, Fernando Lupano no baixo, Fernando Samalea na bateria, Fabián Quintiero e Alfi Martins nos teclados e novamente Fabiana Cantilo nos corais.
Foi oferecido a García um papel coadjuvante (no papel de enfermeiro) em um filme para o qual também comporia a trilha sonora. Lo que vendrá, uma tentativa de romance futurista de Gustavo Mosquera, contou com a participação de Hugo Soto e Juan Leyrado. Curiosamente, García ganharia um prêmio em Nova York de melhor ator coadjuvante. Ao longo do filme Charly García dirigiu um veículo, algo que nunca conseguiu fazer na vida real. Depois de compor a trilha sonora do filme, trabalhou em seu próximo álbum solo, Cómo conseguir chicas (1989), essencialmente uma compilação de singles, que García, por diversos motivos, nunca havia gravado. Contou com convidados como o brasileiro Herbert Vianna (de Os Paralamas do Sucesso) e o violinista indiano L. Shankar. O LP inclui uma música intitulada "Shisyastawuman" (uma transliteração deliberadamente direta de ela é apenas uma mulher), a primeira música gravada por García em inglês escrita para uma mulher. A mulher o abandonou ao ouvir a música, assim como Lebón a havia alertado anos atrás. Uma música chamada "Zocacola" que Charly dedicou a Zoca também foi incluída neste LP. Alguns meses depois do lançamento do álbum, Zoca o deixou.
Garcia havia mudado. Fisicamente, ele parecia mais velho. Sua música era sombria e o García de antes havia desaparecido. Agora seu som estava mais próximo do punk rock, com músicas violentas, como "No toquen", ou um estilo depressivo e sombrio, como mostra "No me verás en el subte". Tempos diferentes e eventos adversos pela frente.

#### 1990-1995: Os dias de excesso
Em 1990, Charly tinha muitas ideias, mas não uma banda. Outro membro importante da banda, Fabián Zorrito Von Quintiero, saiu para se juntar a outra gangue, Los Ratones Paranoicos. Hilda Lizarazu (ex-vocalista do Suéter que se juntou à banda para a turnê internacional em 1989/1990) e Carlos García López formaram um grupo chamado Man Ray. Charly agora estava sozinho. Para seu novo álbum, Filosofía barata y zapatos de goma, ele convocou muitos de seus velhos amigos, que ajudaram a gravar a maioria das músicas. Entre outros ajudaram Andrés Calamaro, Rinaldo Rafanelli, Fabiana Cantilo, Nito Mestre, Pedro Aznar, Fabián von Quintiero e até Hilda Lizarazu. Para lançar o álbum, García teve que enfrentar um julgamento por "ofensa aos símbolos nacionais", já que aquele LP incluía uma versão do hino nacional argentino, que acabou sendo autorizada pela Justiça. Muitas pessoas gostaram, vendo-a como uma versão fresca, sincera, respeitosa e forte da música antiga.
Em 1991 lançou Radio Pinti, álbum composto por Charly García e Pedro Aznar junto com Enrique Pinti, responsável pelos raps e dublagem. Contou com a participação de Illya Kuryaki e dos Valderramas.
Charly propôs a Gustavo Cerati gravar um álbum intitulado Tango 3 em trio junto com Pedro Aznar, mas nunca foi consumado. Algum tempo depois, Charly confessou, após a morte de Cerati, que eles tinham conseguido tocar, mas isso não se concretizou porque logo em seguida Cerati foi hospitalizado. O pontapé inicial foi "No te mueras en mi casa" (incluída em Filosofía barata y zapatos de goma) e continuou com "Vampiro" (de Tango 4).
Em 1993 Charly García foi contratado para compor a trilha sonora do filme Funes, un gran amor. Neste álbum estão músicas como "Fifteen Forever" e o tango "Naranjo en flor" (cantado por Jairo).
Em julho de 1994, sua ópera rock altamente divulgada, La hija de la lagrima, foi lançada. Como tal, esta obra inclui muitas passagens instrumentais e virtuosas. “La sal no sala” (com Juanse) e “Fax U” são os sucessos que se destacam. Nesse mesmo ano, Kurt Cobain, líder do Nirvana, terminou tragicamente a própria vida. Sendo seu fã, García pintou o cabelo de loiro.
Também durante 1994, a Copa do Mundo de Futebol estava sendo disputada nos Estados Unidos. O jogador de futebol Diego Armando Maradona se envolveu em uma disputa com a FIFA a respeito de um teste antidoping para doping com efedrina, que falhou, impedindo-o de jogar. Depois que Diego foi mandado para casa, a Argentina perdeu duas partidas importantes e foi eliminada da Copa do Mundo. Quando o último jogo estava prestes a terminar, Charly ligou para Diego no celular e cantou "Maradona blues" ao vivo para ele, música que compôs para ele. Diego chorou ao ouvir. Em setembro, García apresentou o álbum em dez shows lotados no Gran Rex. Em novembro do mesmo ano, Charly foi internado à força em uma clínica psiquiátrica. Ele ficou muito chateado, mas seu humor não mudou quando saiu do estabelecimento. Quando recebeu alta, passou uma semana em Buenos Aires e depois saiu de férias para o Rio de Janeiro.

#### 1996-1999: EraSay no More
Em 1996 lançou Say no More, álbum que reúne canções do autor com obras instrumentais que haviam sido escritas para o filme Geisha, mas que não foram incluídas na trilha sonora por divergências com o diretor. Esta obra marcou um novo conceito para García, com o qual atrairia um novo tipo de público mas acabaria por alienar vários dos seus seguidores mais veteranos. Com o passar dos anos tornou-se um álbum cult, e até García o considera seu álbum favorito que gravou
Em 1997, junto com Mercedes Sosa, gravou um álbum com músicas próprias interpretadas por La Negra, intitulado Alta fidelidad. Os dois se conheciam desde a infância, então decidiram publicar um trabalho colaborativo no qual Mercedes cantaria suas músicas favoritas de García.
Em 1998 apresentou o álbum El aguante em Buenos Aires. O álbum traz "Kill my mother", música dedicada à mãe de Charly, Carmen Moreno. Esta produção contou com diversas versões traduzidas para o espanhol por García, como "Tin soldier" (de Small Faces) ou "Roll Over Beethoven" (de Chuck Berry). Uma música significativa que não foi incluída foi "A Whiter Shade of Pale", originalmente lançada pelo Procol Harum, uma banda que Charly sempre admirou.

#### 2000-2007: Reunião de Sui Generis e aMaravillización

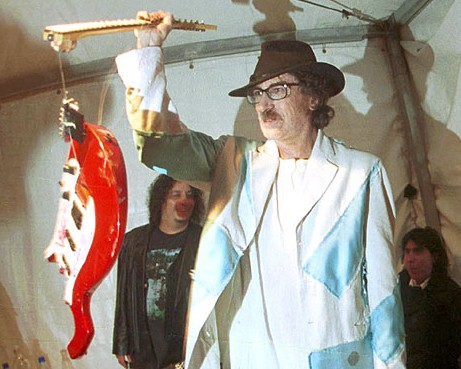
García com uma guitarra em pedaços na Casa Rosada em 2004

Em 2000, Charly e Nito Mestre decidiram reunir Sui Generis. Para esta ocasião especial, os dois compõem novas músicas para um novo álbum, Sinfonías para adolescentes. Claro que às 25 anos as coisas eram bem diferentes, mas os fãs, jovens e velhos, ficaram entusiasmados com a ideia do retorno de Sui Generis. Esta nova etapa será marcada pelo novo “conceito sonoro” de Maravillización ou “fazer algo maravilhoso” de García, substituindo o antigo e sombrio estilo “Say no More”. Apesar disso, o conceito "Say no More" e seu logotipo continuariam presentes na música de Charly até Kill Gil, em 2010.
Após esta interrupção na carreira como solista, em 2002, Charly lançou Influencia, o primeiro trabalho de Charly como artista para o selo EMI e o último em que Charly colocou seu nome, já que mais tarde se identificaria com o logotipo de "Say no More". Possui 13 músicas, a maioria delas do próprio García, incluindo duas versões e uma instrumental. Ele também toca quase todos os instrumentos (piano, guitarra, etc.), exceto colaborações com alguns membros de sua banda e duas participações estelares, incluindo o guitarrista Tony Sheridan. Este álbum contém canções interessantes que impactaram o rock latino-americano, como "Tu Vicio", "Influencia" (de Todd Rundgren) e "I'm not in love" (com Tony Sheridan). Embora incluísse canções antigas como "Happy & Real" (de Tango 4) ou "One to one" (de El Aguante), foi muito bem recebido pela crítica. Porém, para este álbum houve uma ligeira deterioração na voz de Charly, definindo uma nova sonoridade que se acentuaria ao longo dos anos nos álbuns seguintes.
Em 2003 apresentou Rock and Roll YO. O principal corte da transmissão é "Asesíname", acompanhado pela atriz Celeste Cid no vídeo. O álbum foi dedicado à sua ex-guitarrista e amiga, María Gabriela Epumer, falecida em junho do mesmo ano, em decorrência de parada cardiorrespiratória. As músicas não eram tão boas quanto as de Influencia, a voz muitas vezes soa desafinada (como em "Dileando con un alma") e, mais uma vez, o álbum também contém muitas versões como "Linda bailarina" ("Pretty ballerina", de The Left Banke) ou "Wonder" ("Love’s in Need of Love Today" de Stevie Wonder). Desta vez, os shows não foram tão convincentes, e a ausência de Epumer pôde ser sentida pelos fãs.

#### 2008-2009: Hiato eKill Gil

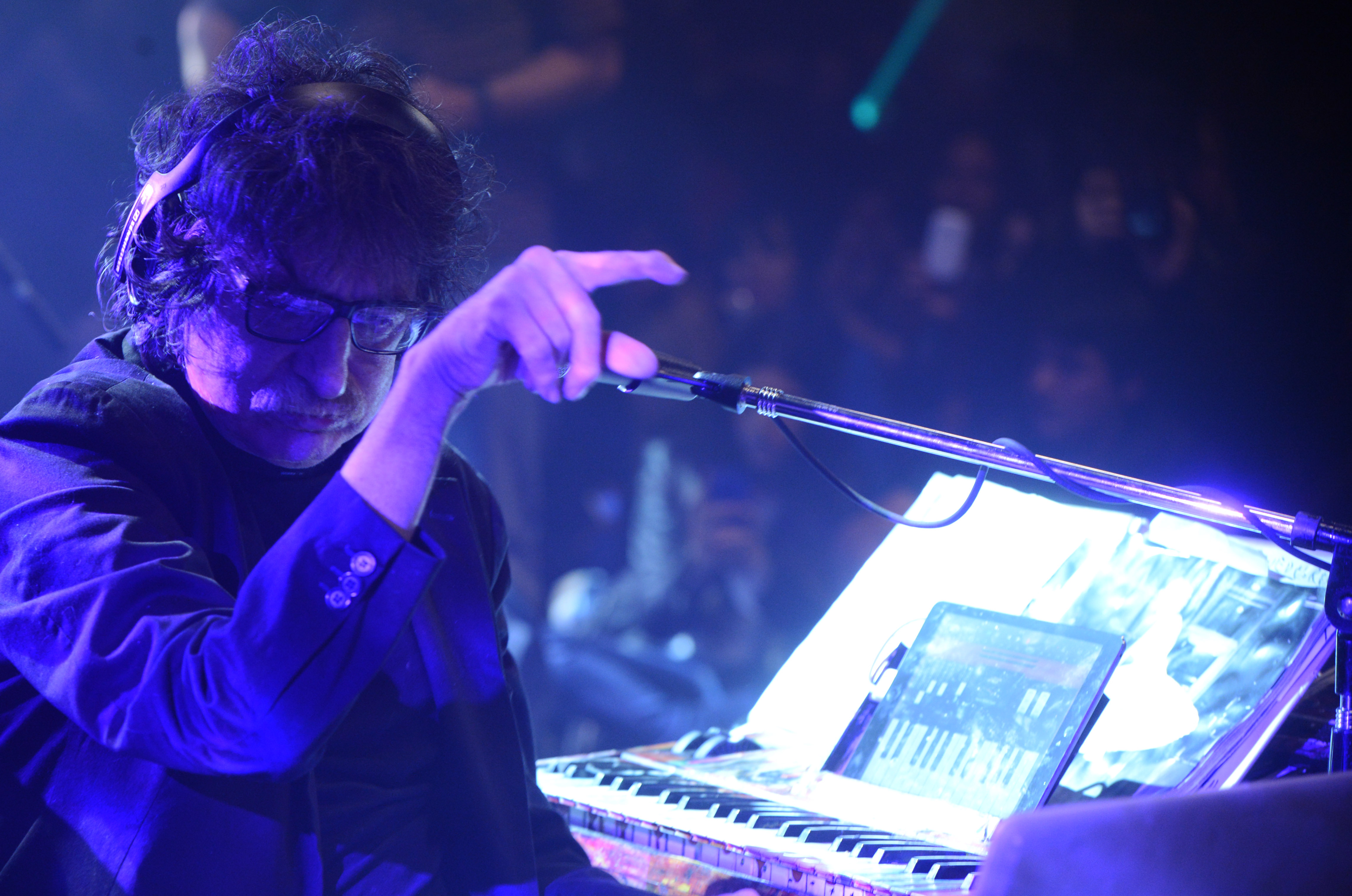
García na homenagem a Gustavo Cerati em novembro de 2014

A partir de Rock and Roll YO, Charly García ficou seis anos sem publicar músicas novas, embora continuasse muito ativo realizando shows na Argentina e países vizinhos.
Em 14 de junho de 2008, Charly García foi transferido para um hospital em Mendoza, devido a um episódio violento ocorrido em um hotel daquela cidade (os funcionários do hotel chamaram a polícia para controlar García, que estava fora de si, eles tinham que forçá-lo a subir numa maca, na qual o levaram amarrado ao guarda do Hospital Central). Fontes jornalísticas associaram o incidente a uma overdose de drogas e álcool. Após a longa recuperação, Charly recuperado retornou em agosto de 2009 com uma nova música chamada "I Should Know Why". A música se tornou um sucesso e logo Charly embarcou em uma turnê pelo Chile e Peru para promover seu retorno.
No final de 2006, a demo do álbum que Charly estava gravando, Kill Gil, começou a circular na internet. A EMI recusou-se a publicar oficialmente o material, afirmando que "já foi baixado em todo o mundo". O próprio García denunciou que foi traído e ainda sugere que foi uma "travessura" por parte de seu próprio filho, Migue García. Finalmente, após quatro anos de "superprodução", em dezembro de 2010 anunciaram o lançamento de Kill Gil com 11 músicas e um DVD com animações das pinturas feitas à mão por Charly durante o processo do álbum. Depois dos pontos altos de Influencia e Rock and Roll YO, Kill Gil é considerado um dos piores álbuns de Charly, pelo pequeno número de canções originais que inclui e pela falta de canções memoráveis, embora também tenha tido vários bons músicas e foi reconhecido por seu cover e considerado "melhor álbum de um artista de rock" principalmente pelo Prêmio Carlos Gardel e em termos de músicas, "No importa" e "Corazón de Concrete" (dueto com Palito Ortega).

#### 2009-2014: Palito Ortega salva sua vida
No dia 30 de março de 2009 deu um concerto surpresa na Plaza Belgrano, em frente à Basílica de Luján. As cercas de contenção deram lugar à euforia do povo. Tocou 7 músicas em 35 minutos e depois saiu em uma van com destino à casa de campo de Palito Ortega, que o levou para casa e o ajudou na desintoxicação. 
"...Ele foi a última pessoa no mundo que pensei que faria isso. Ele me deu uma casa, um estúdio e sua família. Ele lutou com ela como um louco. Que eu apareça, que eu venha com o juiz... Se eu não aparecesse, eles iriam me colocar em uma situação pior. Ele fez a papelada. [Palito] salvou minha vida. Ele é um cara incrível. Eu não saí de nenhum inferno. Fui vítima da ignorância e do preconceito de quem estava perto de mim, e não foi esse o caminho".
Em 2010, voltou ao Uruguai para resolver o caso aberto após o suposto ataque a um paparazzi. Foi absolvido e naquele mesmo janeiro García, muito recuperado, deu - depois de sete anos - um concerto no país (Uruguai), no Hotel Conrad de Punta del Este. Em maio ele se apresentou em um anfiteatro romano em Israel e tocou o Muro das Lamentações.
No dia 23 de outubro de 2012, após ser declarado cidadão ilustre de Córdova em junho, Charly García comemorou seu 61º aniversário entre amigos, sushi, chope grátis e discos. A comemoração durou até às 3h. Fiel ao seu estilo, o ícone do rock nacional comemorou tocando com amigos de longa data. A comemoração foi no restaurante El Muelle, na Costanera Norte. Charly parecia feliz e descansado. Ele chegou acompanhado de sua namorada Mecha Iñigo. Dividiu a noite com León Gieco, Fito Páez, Palito Ortega, Hilda Lizarazu, David Lebón, El Zorrito von Quintiero, Juanse e El Negro García López. Também estiveram presentes convidados do mundo do cinema e da televisão, como Gonzalo Valenzuela, Graciela Borges, Gastón Recondo, Mariana Badía e Beto Casella.

Em 2013, após lançar seu álbum ao vivo 60x60 no ano anterior, García apresentou seu livro Líneas paraleloles: artificio impossível. Editado pela editora Planeta, é uma explicação detalhada do método de planejamento de suas apresentações com desenhos e textos.
Encho a cama de desenhos, de anotações que resumem parte do meu cérebro e da minha alma. Queriam uma biografia, mas me parece que ainda sou muito jovem, são apenas quarenta anos de experiência. Tem uma parte científica por conta do espaço e da distância, a tal ponto que vejo que linhas paralelas se tocam. Todos sabemos que isso não acontece, mas no meu trabalho acontece. Os paralelos querem se tocar, mas se consolam sabendo que ficarão juntos a vida toda. [...] Muitas das coisas escritas à mão eu nem entendo, o cérebro anda mais rápido. É como se você estivesse fazendo uma música, você escreve o que vem até você. É uma história de amor, é uma história de espaço não sufocante, da minha visão do que se chama arte que ainda não entendo como não entendo o infinito, mas entendo que sem ar não há música. [...] É como se fosse uma parte do meu cérebro, porque sempre que estou em recitais ou prestes a gravar um álbum, eu desenho, escrevo, e não estava pensando em publicar um livro, mas me pediram, primeiro era uma biografia e parece-me que ainda sou muito jovem para isso – Charly García explica sobre seu livro no El Ateneo Grand Splendid, 30 de setembro de 2013

#### 2015-2023:Random
Somente em 2015, cinco anos depois de Kill Gil, Charly García começou a trabalhar em seu 17º álbum, além de brincar com a ideia de um filme sobre sua vida para 2016 ou 2017.
Com o passar do tempo, o álbum alcançou Disco de Ouro na Argentina por dez mil cópias vendidas. Em abril foi lançado um novo single, "Lluvia", embora no momento sem nenhum videoclipe, assim como "The Machine of Being Happy". Em junho, a gravadora Sony carregou no YouTube três vídeos nos quais Charly aparece no meio de uma sessão de fotos cantarolando as novas músicas "Ella es tan Kubrick", "Primavera" e "Otro". Esses vídeos precederam o primeiro videoclipe oficial de Charly desde "You Should Know Why", de 2009: "Lluvia".
Em 2019, integrou o projeto individual de Roberto Pettinato "Pettinato Plays García", que inicialmente era um álbum que o músico de jazz faria em homenagem a Charly, fazendo covers instrumentais de algumas de suas canções não tão conhecidas. García decidiu um dia ir supervisionar e acabaram fazendo o álbum juntos, com participação instrumental e vocal de Charly em algumas músicas. Finalmente, após um ano de gravação, o álbum foi disponibilizado no YouTube em 4 de junho de 2020.
Em outubro de 2021, García completou 70 anos, razão pela qual foram organizadas uma série de homenagens e recitais em sua homenagem. A atividade principal foi realizada no Auditório Nacional Centro Cultural Kirchner, sob o nome “Charly Cumple”. O espetáculo durou nove horas e foi realizado em quatro blocos, contando com a presença de dezenas de performers que percorreram a obra de García. O primeiro bloco consistiu em uma obra sinfônica orquestrada a partir de seus temas principais. No segundo bloco, músicos de jazz, tango e folclore refletiram o impacto de Charly nesses gêneros musicais. No terceiro bloco, o próprio Charly García subiu ao palco, sem ser anunciado no programa, com uma banda formada por músicos que historicamente acompanharam Charly (Fito Páez, Zorrito Von Quintiero, Fernando Samalea, Rosario Ortega, Pablo Guyot, Alfredo Toth e Hilda Lizarazu.

#### 2024:La lógica del escorpión
Em 2024, García lançou seu décimo quarto álbum solo, La lógica del escorpión. Foi publicado primeiramente em formato físico (disco de vinil) e depois em plataformas digitais.
Conta com a participação de David Lebón, Pedro Aznar, Fito Páez e Luis Alberto Spinetta, este último postumamente, utilizando gravações inéditas.
Entre as faixas do álbum está uma versão em espanhol de "Watching the Wheels" - uma das faixas mais importantes do álbum Double Fantasy, último álbum do ex-Beatle John Lennon, referência essencial para Charly García, sendo a primeira vez que Yoko Ono autoriza a tradução para o espanhol de uma canção de John Lennon. 
Na primeira semana, as 13 faixas do trabalho entraram no Top 50 do Spotify na Argentina, com “Rompela” na 5ª posição e as demais dentro das 35 primeiras. No YouTube mais da metade das faixas do álbum estão no Top 30. 

## Vida pessoal
Uma característica física de García é sua bigode bicolor, o qual conta com um lado branco devido a sua vitiligo.

### Controvérsias
Desde o início, Charly García sempre foi uma figura polêmica tanto em seu país como internacionalmente. Suas mudanças repentinas de humor no meio dos recitais - o pior que pode acontecer é que haja problemas de som, seu vício em drogas e suas frases polêmicas sobre si mesmo e outras figuras conhecidas fazem de García um personagem sempre visível e muito marcante, despertando muitas simpatias e antipatias, porque em geral sua visão crítica da realidade e sua independência de opinião não agradam a todos os setores da sociedade argentina. Outra anedota conhecida conta que durante um concerto as pessoas da plateia gritaram "puto" para ele e ele respondeu abaixando as calças para mostrar que supostamente não era.
Da mesma forma, já foi internado três vezes em clínicas psiquiátricas, foi dispensado do exército quando cumpria o serviço militar obrigatório, por não suportar o confinamento e a disciplina imposta pelos militares. Seu desespero para sair atingiu tal nível que em uma ocasião ele levou um cadáver para passear em uma maca, o que levou a uma investigação psiquiátrica que o determinou como psicótico e paranóico com personalidade esquizoide.
Teve diversas internações por dependência de drogas, como em 1991, 1994 e 2008. Quando Charly concluiu sua internação em 1991, o músico ironizou a situação entrando de ambulância em seu recital no Ferro.
Ele foi proibido de entrar no Uruguai por um tempo após um escândalo quando atacou um paparazzi que tentou tirar uma foto dele. Charly teve conflitos na Colômbia ao chamá-la de “Cocalombia”. Na Costa Rica, durante a década de 1980, um concerto de Charly terminou em batalha campal quando os organizadores quiseram cancelar o recital devido à chuva. Charly teve problemas no Paraguai, quando trancou quatro meninas em um hotel. Em Quito foi preso pelo escândalo que o envolveu durante um recital diante de cerca de 10 mil espectadores. A polícia deteve o roqueiro argentino no camarim do Coliseu General Rumiñahui, onde aconteceu o concerto, embora não tenha dado mais detalhes. García teve que encerrar o megaconcerto na madrugada, mas depois de cantar uma música saiu do palco chutando os microfones e outros equipamentos de som.
Certa vez, um fã de Charly se feriu durante um recital e o músico se solidarizou e lhe entregou uma guitarra autografada no hospital.
Em 1988, durante um concerto no Estádio Mâs Monumental do River Plate, Charly disse-lhe a Bruce Springsteen ―que nos Estados Unidos é é apelidado de The Boss (em espanhol: "O Chefe")― "Aqui sou eu quem manda". Nesse dia Charly tocou junto a Peter Gabriel, Sting, León Gieco e Bruce Springsteen.
Charly García teve muitos conflitos na província de Mendoza. Em 1983, ele se despiu no meio de um concerto. Então um policial bateu na porta da sala onde estava o músico e disse-lhe: “Abre: sou policial!”, ao que García respondeu: “E qual é a minha culpa por você não ter estudado?
Houve uma denúncia apresentada ao Ministério Público, de que García teria prendido cinco prostitutas ao recusar-se a pagar-lhes pelos seus serviços, totalizando uma dívida no valor de 10 mil pesos. Porém, uma delas negou que tenha ocorrido privação de liberdade, alegando que apenas queriam o pagamento de seus serviços. No final, a denúncia foi desconsiderada pela justiça. 
Em Mendoza, em 2000, depois de ter tocado de graça com Mercedes Sosa, García pulou de uma janela do nono andar de um hotel para uma piscina, e quando a imprensa questionou seu ato disse: "Só a vi !", e ousei! “Temos que ir mais longe, além disso, eu nunca vou morrer e meu capricho é lei.” Ele diria mais tarde que se atreveu a pular depois de muitos cálculos e porque estava trancado no quarto, já que a polícia estava do lado de fora para interrogá-lo devido a incidentes ocorridos na noite anterior em um pub da mesma cidade.
O álbum Rock and Roll YO teria músicas dedicadas a Florencia, ex-namorada de Charly de 21 anos, que na época tinha 52 anos. A família de Florencia era muito fã de Charly, principalmente o pai da jovem, Willy, que levou a filha com 2 anos de idade em 1984 para ver o show de Clics Modernos no Luna Park. E no início não se incomodavam com a aproximação do cantor. Porém, após o término, Charly insistia em tentar se reconciliar, numa das tentativas foi à escola de Florencia, a jovem o acusou de persegui-la, e os pais da jovem o impediram de vê-la, o que teria inspirado canções como "Dileando con un alma (Que no puede hacerunder)". A reportagem de Horacio Cecchi é uma das únicas sobre o ocorrido. Nela, o jornalista comete o erro de dizer que Florencia tinha 17 anos, contradizendo a própria matéria, onde o pai afirma que ela possuia 2 anos em 1984, logo, ela nasceu em 1982.
Durante um concerto em Ferro no 2004, após as declarações de uma mulher que dizia ser sua filha e que inclusive já ter-lhe-ia dado uma neta, Charly gritou aos espectadores: "Essa que diz que é minha filha, veio ou não veio?". Em dito concerto também quebrou dois copos com a mão e destruiu vários instrumentos. García disse que nesse concerto ia queimar o piano mas que a chuva não lhe tinha permitido.
Há o mito de que em 2007, Charly García após uma suposta tentativa de demonstrar que possuía ouvido absoluto, teria sido ignorado e quebrado um copo de uísque para chamar a atenção da cantora islandesa Björk, a cantora negou o ocorrido.
Em 2010 Charly García se envolveu em uma polêmica entre seu compatriota e cantor e compositor Fito Páez e Ricardo Arjona. A briga surgiu quando Páez garantiu que Arjona era um sintoma de "aniquilação cultural". García destacou que seu público e o público de Arjona são muito diferentes: “(O do Arjona) é mais para as donas de casa, que assistem novela, e tem muita gente”.
Em 2017, Charly García acusou de plagio a estrela pop estadunidense Bruno Mars: numa entrevista na revista Billboard, se explicou sobre o tema, convencido de que a música "Uptown Funk" estava muito inspirada em sua canção "Fanky".

## Discografia
| Sui Generis - 1973: Vida - 1973: Confesiones de invierno - 1974: Pequeñas anécdotas sobre las instituciones - 1975: Alto en la torre - 1975: Adiós Sui Géneris I & II - 1996: Adiós Sui Géneris III - 2000: Sinfonías para adolescentes - 2001: Si - Detrás de las paredes PorSuiGieco - 1976: Porsuigieco La Máquina de Hacer Pájaros - 1976: La máquina de hacer pájaros - 1977: Películas Billy Bond and The Jets - 1978: Billy Bond and The Jets Com Serú Girán - 1978: Serú Girán - 1979: La grasa de las capitales - 1980: Bicicleta - 1981: Peperina - 1982: No llores por mí, Argentina - 1992: Serú '92 - 1993: En vivo I & II - 2000: Yo no quiero volverme tan loco | Outros - 1980: Música del alma - 1999: Charly & Charly Carreira Solo - 1982: Yendo de la cama al living - 1983: Clics modernos - 1984: Piano bar - 1987: Parte de la religión - 1989: Cómo conseguir chicas - 1990: Filosofía barata y zapatos de goma - 1994: La hija de la lágrima - 1995: Estaba en llamas cuando me acosté - 1995: Hello! MTV Unplugged - 1996: Say no More - 1998: El aguante - 1999: Demasiado ego - 2002: Influencia - 2003: Rock and Roll YO - 2010: Kill Gil - 2017: Random - 2024: La lógica del escorpión Com Pedro Aznar - 1986: Tango - 1991: Radio Pinti (com Enrique Pinti) - 1991: Tango 4 Com Mercedes Sosa - 1997: Alta fidelidad |

## Filmografia
| Ano  | Título                                              |
| ---- | --------------------------------------------------- |
| 1973 | Rock hasta que se ponga el sol                      |
| 1975 | Adiós Sui Generis                                   |
| 1982 | Caminando por la calle, video                       |
| 1983 | Mercedes Sosa, como un pájaro libre                 |
| 1988 | Lo que vendrá                                       |
| 1991 | Los Enfermeros trabajando                           |
| 1992 | Tato de América                                     |
| 1993 | Good Show                                           |
| 1995 | Peperina                                            |
| 2000 | Una noche con Sabrina Love                          |
| 2002 | ¿Quién es Alejandro Chomski?                        |
| 2006 | Que sea rock                                        |
| 2012 | Graduados                                           |
| 2018 | Bios: Vidas que marcaron la tuya                    |
| 2020 | Rompan todo: La historia del rock en América Latina |

## Prêmios e nomeações

### Prêmios Grammy Latinos
| Ano  | Categoria                                  | Obra                    | Resultado | Ref     |
| ---- | ------------------------------------------ | ----------------------- | --------- | ------- |
| 2000 | Melhor Performance Vocal de Rock Masculino | Sweet Home Buenos Aires | Nomeado   | [ 163 ] |
| 2003 | Melhor Performance Vocal Solo de Rock      | Influencia              | Nomeado   | [ 164 ] |
| 2004 | Melhor Performance Vocal Solo de Rock      | Rock and Roll YO        | Nomeado   | [ 165 ] |
| 2009 | Excelência Musical                         | Excelência Musical      | Vencedor  | [ 166 ] |

### Prêmios Carlos Gardel
| Ano  | Categoria                                 | Obra             | Resultado | Ref     |
| ---- | ----------------------------------------- | ---------------- | --------- | ------- |
| 1999 | Melhor Artista de Rock                    | Demasiado ego    | Nomeado   | [ 167 ] |
| 2003 | Melhor Álbum de Artista de Rock           | Influencia       | Vencedor  | [ 168 ] |
| 2003 | Melhor Design de Capa [a]                 | Influencia       | Nomeado   | [ 168 ] |
| 2003 | Álbum do Ano                              | Influencia       | Vencedor  | [ 168 ] |
| 2003 | Realização do Ano                         | Influencia       | Vencedor  | [ 168 ] |
| 2003 | Produtor do Ano                           | Ele mesmo        | Vencedor  | [ 168 ] |
| 2003 | Canção do Ano                             | "Tu vicio"       | Vencedor  | [ 168 ] |
| 2003 | Melhor Videoclipe [b]                     | "Influencia"     | Nomeado   | [ 168 ] |
| 2004 | Melhor Álbum de Artista de Rock           | Rock and Roll YO | Nomeado   | [ 169 ] |
| 2004 | Gravação do Ano                           | "Asesíname"      | Nomeado   | [ 169 ] |
| 2004 | Melhor Videoclipe [c]                     | "Asesíname"      | Nomeado   | [ 169 ] |
| 2011 | Melhor Álbum de Artista de Rock           | Kill Gil         | Vencedor  | [ 170 ] |
| 2011 | Melhor Design de Capa [d]                 | Kill Gil         | Vencedor  | [ 170 ] |
| 2014 | Melhor Coleção de Catálogo                | 60x60            | Vencedor  | [ 171 ] |
| 2018 | Álbum do Ano                              | Random           | Vencedor  | [ 172 ] |
| 2018 | Engenharia de Gravação                    | Random           | Vencedor  | [ 172 ] |
| 2018 | Produção do Ano                           | Random           | Vencedor  | [ 172 ] |
| 2018 | Melhor Álbum de Artista de Rock Masculino | Random           | Vencedor  | [ 172 ] |
| 2018 | Melhor Design de Capa                     | Random           | Vencedor  | [ 172 ] |
| 2018 | Melhor Videoclipe [e]                     | "Lluvia"         | Vencedor  | [ 172 ] |
| 2018 | Canção do Ano                             | "Lluvia"         | Nomeado   | [ 173 ] |

Notas
↑a Nomeação direcionada ao designer Macky
↑b Indicação direcionada ao diretor Marcelo Lamorte
↑c Indicação direcionada ao diretor Marcelo Lamorte
↑d Nomeação dirigida ao designer Del Angel Feg
↑e Indicação dirigida para o diretor Diego Latorre